# Exploradores del cuerpo humano
Exploradores del Cuerpo Humano (en hangul, 인체 탐험대; en hanja, 人体探险队) fue uno de los tres espectáculos de SBS Good Sunday un show de variedades que se transmitía cada domingo por la tarde a las 5:30 PM en SBS. El objetivo del programa fue responder a las preguntas curiosas sobre el cuerpo humano, donde los miembros de Super Junior realizan experimentos con sus propios cuerpos. El programa logró atraer a un público más amplio debido a su contenido cómico y educativo.

## Antecedentes del Show
Como los anteriores espectáculos populares como X-man y Jihwaza habían terminado SBS New Good Sunday, decidió poner al aire su nuevo programa educativo, sobre el cuerpo humano, Shin Dong-yup fue elegido para ser el Presentador MC, junto con los miembros de Super Junior. Las Votaciones para el show se convirtió en el más alto de los tres programas que se transmitió en la alineación de SBS New Good Sunday como el programa es educativo y entretenido para ver. Cada episodio tiene un tema principal para explorar sobre el cuerpo humano.

## Episodios

### Episodio 1: Lengua y Ojos
Miembros no presentes: Kyuhyun
Lengua y Papilas de gusto
- té para Degustar : Yong Dam (Té de hierbas).
- Secado y adormecer la Lengua.
- Sentido del gusto.
- Ají para degustar : Korean Chunhyang Pepper, Thai Prik ki nu Pepper, Ají Habanero mexicano, y de la India el Naga Jolokia.

Ojos y Ceguera de Cambio
- Identificar la diferencia: Fotos parpadeante en una pantalla.
- Engañar a los ojos: Doctor de conmutación [Grupo Prank].

### Episodio 2: Estómago
Miembros no presentes: Kyuhyun
- Centrarse en los diversos aspectos del sistema digestivo y la comida que entra en ella.
- Los estómagos de Donghae, Sungmin y Shindong se verán llenos después de haber comido.

### Episodio 3: Fuerza Parte I
Miembros no presentes: Kyuhyun y Heechul
- Lucha de brazos.
- Estimulación muscular electrónica.

#### Video
- EHB Super Junior exploradores del cuerpo humano - Episodio 3 (subtitulado al español)

### Episodio 4: Fuerza Parte II
Miembros no presentes: Kyuhyun
- Levantamiento de pesas, usando el líquido Ammonnia y Carbonato de Magnesio.
- El salto largo, sosteniendo las pelotas de golf y usando cinta en los dedos(índice, corazón, anular y meñique)del pie.
- Levantamiento de una persona con sus dedos.

### Episodio 5: La risa
Miembros no presentes: Kyuhyun y Heechul
- Gas de la risa, el óxido nitroso.
- ¿Por qué es la risa es contagiosa?.
- La risa como ejercicio.
- cómo evitar que las ganas de reír?.

1. 1. Sal natural.
  2. tirando de la piel del cuello.
  3. morder la grasa de la mejilla por dentro.
  4. presionando los puntos de presión en el cuerpo.

### Episodio 6: Balance
Los miembros no presentes: Kyuhyun, Kang-in, Yesung y Heechul (primera mitad del show)
- Sentido del equilibrio.
- Sentido de balance.
- Vueltas en una máquina.
- Como Restaurar el sentido de equilibrio después de girar?

1. 1. masticación de calamar.
  2. sostener bolas de papel aluminio.
  3. mantener la mirada en un punto fijo.

### Episodio 7: Flexibilidad
Este es el primer episodio en el que está presente Kyuhyun
- Mejorar la flexibilidad para hacer las separaciones de piernas:

1. Utilizar bandas de goma en los dos primeros dedos del pies
2. Jugar fútbol con un jaegee
3. Golpear el interior de los muslos.

- Aumentar la flexibilidad y la fuerza en la espalda:

1. La posición de langosta (como se ve en el cine coreano, Oldboy).

- Mejorar la flexibilidad en tocarse los dedos de los pies:

1. el baile "Octopus"(pulpo), y el masaje en las costillas.

- Los miembros de Super Junior tratan de entrar en una caja de 58cm x 53cm x 53cm después de la actuación de las contorsionistas chinas.

#### Video
- EHB Super Junior exploradores del cuerpo humano - Episodio 7 (subtitulado al español)

### Episodio 8: Lágrimas
- Lento movimiento de la cámara.
- Actuando en escenas emocionales.
- Dos equipos, estimulación con pimiento / cebolla.
- Comparación de salinidad de lágrimas de estímulo y emoción.
- Ryeowook & Eunhyuk "Cámara Secreta"

#### Video
- EHB Super Junior exploradores del cuerpo humano - Episodio 8 (subtitulado al español)

### Episodio 9: Reflejos Parte I
El primero de dos episodios en los que los aparece TVXQ a junto con Super Junior.
- Reflejo de la determinación de su edad
- Comparación de velocidades de reflejos de los miembros de TVXQ y Super Junior.
- Los 3 miembros de cada grupo compiten en una 1 a 1 en el torneo de balón prisionero.

### Episodio 10: Reflejos Parte II
El segundo de los dos episodios en los que los aparece TVXQ a junto con Super Junior.
- Los miembros de TVXQ tendrán que degustar los ajís más picantes del mundo (como se ve en el primer episodio).
- TVXQ y Super Junior tienen que competir en una prueba de salto vertical.
- TVXQ y Super Junior compiten en rapidez se vera si son capaces de tocar una pelota que cae (de 7 m de altura) después de correr desde una distancia larga de (7-10m)

#### Video
Enlace para ver Super Junior Exploradores del Cuerpo Humano Episodio 9 y 10 : Reflejos 
- Exploradores del Cuerpo Humano Episodio 9 y 10 : Reflejos (subtitulado al español)

### Episodio 11: Tiro con arco
Miembro (s) no están presentes: Han Geng, Siwon (segunda mitad del show).
- Separación en dos equipos (uno para disparar blanco en movimiento y otro para la capturar o desviación de una flecha).

1. 1. Equipo Uno: Heechul, Kangin, Shindong, Kibum, Kyuhyun.
  2. Equipo Dos: Leeteuk, Yesung, Sungmin, Eunhyuk, Donghae, Ryeowook.

#### Video
- EHB Super Junior exploradores del cuerpo humano - Episodio 11 (subtitulado al español)

### Episodio 12: Respiración debajo del agua
Miembro (s) no están presentes: Siwon
- Separación en dos equipos (uno grupo usara accesorios para respirar bajo el agua y el otro grupo tendrá que intercambiar el aire bajo el agua).

1. 1. Equipo Uno: Leeteuk, Heechul, Shindong, Donghae, Kibum, Kyuhyun.
  2. Equipo Dos: Han Geng, Yesung, Kang-in, Sungmin, Eunhyuk, Ryeowook.

#### Videdo
- EHB Super Junior exploradores del cuerpo humano - Episodio 12 (subtitulado al español)

### Episodio 13: El Sentido del Olfato de los Perros
Miembros no presentes: Han Geng (primera mitad del episodio)
- Prueba de perros policía con el uso de ropa especial.
- Prueba de sentido del olfato del perro y la comparación con la de un humano.
- Familiarizarse con los perros / discutiendo cómo engañar al sentido del olfato
- 30 minutos para encontrar "fugitivos" por el olor.

1. 1. Equipo uno (Policía): Leeteuk, Heechul, Donghae, Kibum, Kyuhyun, Siwon, Sungmin
  2. Equipo Dos (fugitivos): Yesung, Kang-in, Eunhyuk, Ryeowook, Shindong, hangeng

## Dato
A partir del episodio 7 Kyuhyun está presente, al parecer ya se había recuperado del accidente que tuvo el 19 de abril de 2007. A pesar de su recuperación, sus compañeros de grupo cuidaban de él, se puede ver claramente en el Episodio de la Flexibilidad cuando los integrantes tenían que agacharse y sobrepasar sus pies con sus brazos, a Kyuhyun le tocó participar él estaba intentando sobrepasar sus pies con sus brazos, pero de pronto hizo un gesto de dolor, inmediatamente uno de los miembros le dice al MC (conductor) que no podía hacerlo.

## Fin de la Primera Temporada
Super Junior decidió poner una pausa porque tenían horarios ocupados ya que también se estaban preparado para su Super Show. Aún no se sabe si volverán a hacer una segunda temporada.

## Enlaces
- SM entertainmet
- Página oficial de Super Junior

- Datos: Q491604